# James Tyrie
 (janvier 2024).
James Tyrie, né en 1543 à Drumkilbo (Écosse), et mort le 27 mai 1597 à Rome, est un théologien catholique écossais.

## Biographie
James Tyrie entre le 19 août 1563 dans la Compagnie de Jésus, en exil. Il enseigne la philosophie et la théologie au Collège de Clermont, dès les premières années de fondation du collège : metaphysica (1569) ; in primam partem S. Thomae (1577). Il y réside encore en 1585-86 (comme en témoignent des lettres). Il part ensuite à Rome comme député de la Province de France. Il devient un intime du supérieur général de la Compagnie de Jésus Claudio Acquaviva, en qualité d'Assistant de France et d'Allemagne. Il prend part à la rédaction de la première Ratio Studiorum. Il a laissé divers manuscrits scolastiques témoignant de son enseignement parisien, ainsi que des écrits dirigés contre les calvinistes écossais (The Refutation of ane Answer made by Shir Johne Knox, to ane Letter send be James Tyrie to hus umquhyle Brother, Paris, 1573).